# European Folk Culture Organisation
Die European Folk Culture Organisation (EFCO) wurde 1996 als europäische Vereinigung der Folklore- und Brauchtumsschaffenden in Europa gegründet. Die Gründung fand auf dem Hambacher Schloss in der Nähe von Neustadt an der Weinstraße statt.
Das Ziel der Organisation ist es, durch interkulturelle Begegnung, einen Betrag zur Völkerverständigung in einem friedlichen und toleranten Europa zu leisten. Hierbei legt EFCO einen großen Wert auf den gleichberechtigte Austausch zwischen den verschiedenen Kulturen, d. h. nur wer seine Kultur kennt kann sich auch auf Augenhöhe mit Menschen anderer Kulturen austauschen.
EFCO ist mittlerweile in den meisten europäischen Ländern vertreten.
Vorsitzender von EFCO seit der Gründung 1996 ist der Ire Frank Whelan, der u. a. auch die Irish National Folk Company gegründet hat.